# Sao Kya Hseng
Sao Kya Seng ou Sao Kya Hseng (birman : စဝ်ကြာဆိုင် ; shan : ၸဝ်ႈၵျႃႇသႅင် ) né en 1924 et disparu le 3 mars 1962, est un homme politique, ingénieur des mines, agronome et le dernier sorboir (prince régnant) de l'État de Hsipaw, en Birmanie, de 1947 à 1959.

## Biographie

### Jeunesse et études
De 1949 à 1953, il suivit une formation en ingénierie minière à la Colorado School of Mines, située à Golden (Colorado, États-Unis). Il y obtint un baccalauréat ès sciences en 1953, puis contracta mariage. Son épouse, Sao Nang Thu Sandi, également connue sous le nom d’Inge Eberhard, était une étudiante autrichienne germanophone, bénéficiaire d’une bourse Fulbright en 1951. Elle poursuivait alors ses études au Colorado Women’s College, institution affiliée à l’Université de Denver. En 1954, le couple regagna la Birmanie. Bien qu’Inge crût son époux simple ingénieur des mines, son arrivée à Rangoun fut marquée par une foule nombreuse et fervente venue les accueillir. Ce fut à ce moment que Sao Kya Seng lui révéla sa véritable identité : il était le sawbwa (prince) de l’État de Hsipaw, une principauté shan du nord du pays.

### En tant que dirigeant
Après leur avènement, ils furent intronisés sorboir et mahadevi, bien que Sao Kya Seng eût déjà été investi de cette dignité dès 1947. À son retour en 1953, ce dernier fonda la Tai Mining Company, afin d’exploiter les riches gisements miniers de sa principauté, où abondaient plomb, argent, sel, antimoine, zinc et or. Neuf années après leur accession au trône de Hsipaw, le couple princier donna naissance à deux filles, Sao Mayari et Sao Kennari. Innovant au sein d’un système féodal ancestral, Sao Kya Seng octroya généreusement aux paysans toutes les rizières de la famille régnante. Il mit gratuitement à leur disposition tracteurs et instruments aratoires, tout en instaurant une gestion progressiste dans son centre de recherche agronomique, où furent introduites des cultures nouvelles. Fort de son expertise en ingénierie minière, il entreprit des prospections dans la région, affectant les profits à divers projets de développement. Les anciens de Hsipaw évoquent avec nostalgie l’ère révolue de ce jeune couple souverain, époque où leur condition surpassait celle qu’ils connaissent aujourd’hui, après des décennies de gestion déficiente sous des régimes militaires successifs.

### Abdication et carrière politique
Sao Kya Seng abdiqua-t-il lors de la renonciation des princes shan à leurs prérogatives en 1959, acte marquant la transition de la Birmanie vers un régime républicain. Néanmoins, nombre d’entre eux perpétuèrent leur engagement politique, la plupart siégeant dès lors à la Chambre des nationalités, chambre haute du parlement bicaméral. Sao Kya Seng y occupa un mandat de 1954 à 1962, représentant la circonscription de Hsipaw, dans l’État Shan. Parallèlement, de 1948 à 1962, il siégea au Conseil d’État shan et assuma la charge de secrétaire de l’Association des princes shan entre 1954 et cette même année. Son destin bascula lors du coup d’État perpétré par le général Ne Win en 1962. Sao Kya Seng fut appréhendé et vu pour la dernière fois à un poste de contrôle militaire aux abords de Taunggyi,. Il fut ultérieurement établi qu’il avait été occis durant sa détention, bien que le gouvernement militaire n’ait jamais reconnu sa responsabilité dans cette affaire. Son épouse adressa à maintes reprises des suppliques au président birman Thein Sein, sollicitant des éclaircissements sur le sort de son mari. Ces missives, toutefois, demeurèrent lettres mortes, systématiquement éludées par les autorités.
Le 1er octobre 2015, l’alma mater de Sao Kya Seng, la Colorado School of Mines, lui octroya à titre posthume la Distinguished Achievement Medal, distinction honorifique reconnaissant ses éminentes contributions professionnelles. Cette récompense fut reçue en son nom par son épouse, lors d’une cérémonie solennelle.
Sao Kya Seng fut perçu par les Shans comme l’une des figures emblématiques de leur mouvement national, aux côtés de Sao Shwe Thaik et Sao Hkun Hkio, œuvrant en faveur du fédéralisme et de la démocratie. Son neveu, Khun Htun Oo, issu de son frère aîné Sao Kyar Zon, occupa la présidence de la Ligue nationale shan pour la démocratie, formation politique majeure représentant les intérêts de cette ethnie.

## Dans la culture populaire
L’épouse de Sao Kya Seng, Inge Sargent, consigna par écrit le récit de son union et de son existence en Birmanie dans un ouvrage intitulé Twilight Over Burma: My Life as a Shan Princess, publié en 1994. Cet écrit autobiographique inspira par la suite une adaptation cinématographique homonyme, réalisée en 2015. Toutefois, cette œuvre filmique se vit proscrite tant en Myanmar qu’en Thaïlande.